# Assassinats a Porquerolles

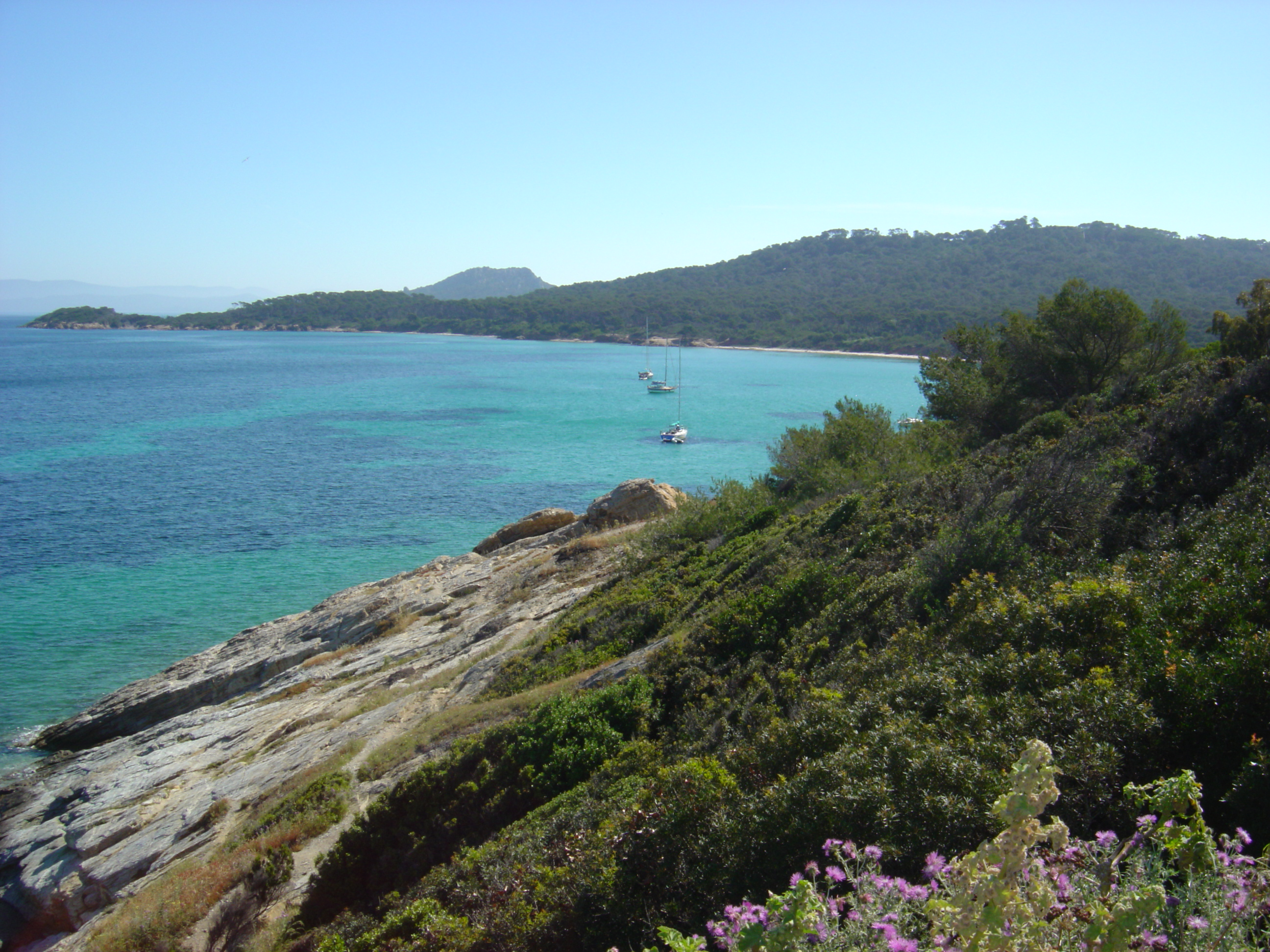
L'illa de Porcairòla.

Assassinats a Porquerolles (títol original en francès, Meurtres à Porquerolles) és un telefilm francès de 2022 que forma part de la col·lecció Assassinats a.... Va ser escrit per Pierre Lacan i Anne-Charlotte Kassab i dirigit per Delphine Lemoine. S'ha doblat al català per TV3.
Es va emetre per primera vegada a Suïssa el 29 d'abril de 2022 al canal RTS Un, a Bèlgica el 20 de març de 2022 a La Une i a França el 7 de maig de 2022 a France 3.
Un film fora de temporada de la col·lecció Assassinats a ... ja va tenir lloc en part a l'illa de Porcairòla: Unides per un assassí. Tot i això, no hi ha cap connexió entre els dos.

## Repartiment[2]
- Charlie Bruneau: Charlie Landowski
- François Vincentelli: Arnaud Taillard
- Nicole Calfan: Diane Taillard-d'Hauteville
- Didier Flamand: Hubert Taillard
- Chrystelle Labaude: Mireille Canovas
- Damien Jouillerot: Romain

## Producció
El rodatge va tenir lloc del 4 al 22 d'octubre de 2021 a l'illa de Porcairòla, davant de la Costa Blava.
L'emissió a França va ser seguida per 4,8 milions d'espectadors, cosa que va representar un 24,2% de quota d'audiència.